# Duo

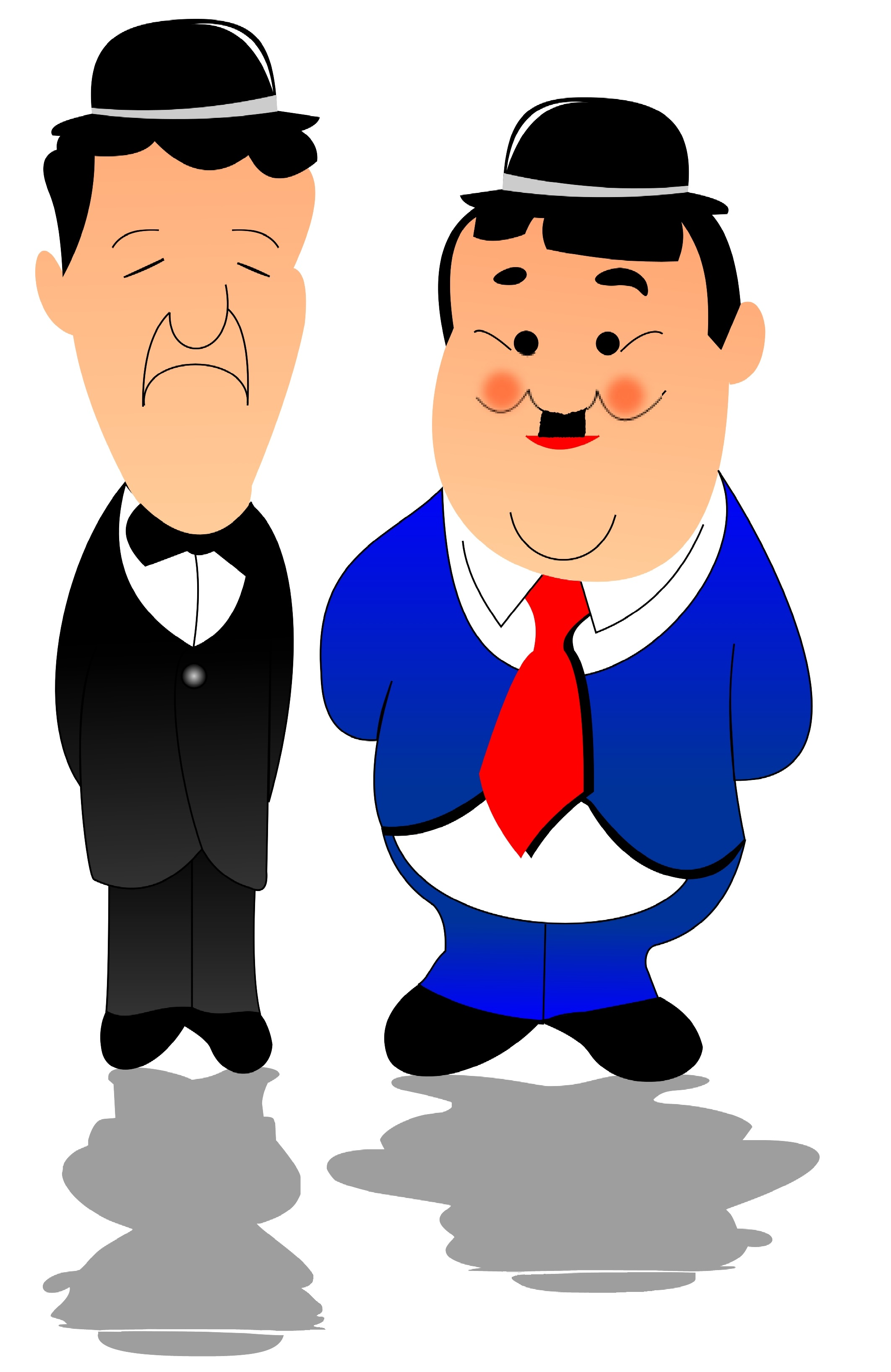
Laurel & Hardy, een beroemd komisch duo

Een duo is een tweetal personen die samen een bepaalde taak uitvoeren. In de muziek of dans wordt een stuk dat door een duo wordt uitgevoerd meestal aangeduid als duet.

## Muzikale duo's
Dit kan de naam zijn van een werk of betrekking hebben op de uitvoerenden in de muziek of het  theater. Vaak bestaat een muzikaal duo uit twee personen die hetzelfde instrument bespelen, bijvoorbeeld:
- pianoduo, zoals het Pianoduo Kolacny en Lucas en Arthur Jussen
- gitaarduo, zoals het gitaarduo Alexandre Lagoya en Ida Presti
- klarinetduo, German Clarinet Duo
- Ook combinaties van verschillende instrumenten zijn mogelijk: viool en piano, piano en fagot, twee saxofoons van verschillende ligging (tenor- en altsaxofoon bijvoorbeeld), viool en altviool, of ook ongewone combinaties: beiaardier en gitarist.

In de wereld van de popmuziek zijn duo's een bekend verschijnsel, zoals The Everly Brothers, Simon & Garfunkel, Ike & Tina Turner en The White Stripes.

## Duo's in de sportwereld
In de sport bestaat een duo uit twee personen die dezelfde sport uitoefenen en samen een sportprestatie leveren, zoals:
- bobslee-duo, voor het besturen van een tweepersoonsbob, zoals Elfje Willemsen en Eva Willemarck.
- een roei- of kanoduo: met twee in één boot
- een tennisduo voor het dubbelspel (bijvoorbeeld Jacco Eltingh en Paul Haarhuis)

## Duo's in de bedrijfswereld
Ook in uitvoerend werk spreekt men wel van een duo als twee mensen een verantwoordelijkheid delen.
De verdeling van het werk kan zo zijn dat elke partner een eigen deelverantwoordelijkheid heeft, maar het komt ook voor dat een duo gelijke verantwoordelijkheden heeft op verschillende taken (bijvoorbeeld in deeltijdarbeid).

## Duo's in de entertainmentwereld
Journaals en andere nieuwsuitzendingen maken soms gebruik van duo-presentatie, zoals Pauw & Witteman, Barend & Van Dorp. Het fenomeen bestaat ook bij ontspanningsprogramma's, zoals Het Huis Van Wantrouwen, Schalkse Ruiters, De Mike en Thomas Show en Zonde van de zendtijd. Er zijn ook een aantal artiesten die optreden als duo, zoals Shuman & Angel-Eye en Siegfried & Roy. Tevens bestaan er ook een groot aantal komische duo's, zoals onder meer Laurel & Hardy, Bassie en Adriaan, Peppi en Kokki en Gaston en Leo. Vaak is een van de twee komieken de aangever of sidekick, terwijl de andere voor de meeste grappen zorgt.